# Mokré Lazce (przystanek kolejowy)
Mokré Lazce – przystanek kolejowy w gminie Mokré Lazce (powiat Opawa), w kraju morawsko-śląskim, w Czechach przy ulicy Nádražní 77. Znajduje się na wysokości 240 m n.p.m. i leży na linii kolejowej nr 321. Powstał w roku 1947.